# San Benito Abad
San Benito Abad là một khu tự quản thuộc tỉnh Sucre, Colombia. Thủ phủ của khu tự quản San Benito Abad đóng tại San Benito Abad Khu tự quản San Benito Abad có diện tích 1428 ki lô mét vuông. Đến thời điểm ngày 28 tháng 5 năm 2005, khu tự quản San Benito Abad có dân số 20677 người.